# چتر (فیلم)
چتر (انگلیسی: The Umbrella) یک فیلم در سبک کمدی به کارگردان رد دیویس است که در سال ۱۹۳۳ منتشر شد.